# Acanthomolgus combinatus
Acanthomolgus combinatus is een eenoogkreeftjessoort uit de familie van de Rhynchomolgidae. De wetenschappelijke naam van de soort is voor het eerst geldig gepubliceerd in 1974 door Humes.